# Герб Бобровского района
Герб Бобровского района — официальный символ административно-территориальной единицы (района) и муниципального образования (муниципальный район) Бобровский район Воронежской области Российской Федерации. Герб Бобровского района утверждён решением Совета народных депутатов Бобровского муниципального района от 29 апреля 2010 года №127 и внесён в Государственный геральдический регистр РФ под №6326.

## Описание
Официально описание герба гласит:
В зелёном и пурпурном скошенном поле — серебряная узкая волнистая перевязь, сопровождаемая в зелени золотыми липовым деревом с корнями, подгрызенным и упавшим влево, и сидящим бобром слева и внизу от него; а в пурпуре — скачущим конем того же металла. В вольной части герб Воронежской области

## Обоснование символики
Герб языком символов и аллегорий отражает исторические, культурные и природные особенности Бобровского муниципального района. Серебряная волнистая перевязь символизирует реку Битюг, протекающую по территории района. Первоначально поселения были расположены по берегам реки, образуя Битюгскую дворцовую волость, созданную в 1708 году по указу Петра I. Подточенное бобром дерево — аллегория лесного богатства, используемого на благо местных жителей. Фигура бобра заимствована из исторического герба районного центра — города Бобров, и делает герб района гласным. Преемственность символики города и района подчёркивает общность истории и интересов двух муниципальных образований. На территории района сохранились и действуют два конных завода, основанные графом А.Г. Орловом-Чесменским в конце XVIII века — Хреновской и Чесменский. Именно здесь была выведена знаменитая на весь мир порода лошадей «Орловская рысистая». Данное обстоятельство отражено в гербе фигурой скачущего коня.
Золото — символ урожая, богатства, стабильности, великодушия;
Серебро — символ чистоты и совершенства, мира и взаимопонимания;
Зелёный цвет — символ природы, здоровья, молодости, жизненного роста;
Пурпур — символ славы, власти, благородства, величия.
Авторская группа: идея герба — Вадим Филимонов (Бобров); геральдическая доработка — Константин Моченов (Химки); художник — Вадим Филимонов (Бобров); компьютерный дизайн — Ольга Салова (Москва); обоснование символики — Елена Степанова (Бобров).

## История
Первый герб Бобровского района утверждён постановлением Бобровского Районного собрания №4 от 16 декабря 1998 года и внесён в ГГР под №285: «В скошенном зелёном и пурпуровом щите, в правом верхнем углу — опрокинутый в перевязь серебряный кувшин с льющейся из него поверх линии деления серебряной волнистой струёй; в зелёной части — золотой бобр, сидящий под золотым деревом о трёх корнях, подточенным и упавшим налево; в пурпурной части — золотой скачущий конь».
Данный герб был переутверждён Решением Совета народных депутатов городского поселения город Бобров от 29 апреля 2010 года за № 127. Изменения были незначительны — из гербовой композиции щита был убран кувшин, а струя заменена волнистой перевязью, кроме того было уточнено, что дерево является липовым, при этом число корней больше не упоминается. Герб направлен на регистрацию в мае 2010 года для внесения в ГГР; внесён в него под № 6326, протокол государственной регистрации № 56 от 25 сентября 2010 года.